# Месје 108
Месје 108 (М108) је спирална галаксија у сазвежђу Велики медвед која се налази у Месјеовом каталогу објеката дубоког неба.
Деклинација објекта је + 55° 40' 22" а ректасцензија 11h 11m 29,4s. Привидна величина (магнитуда) објекта М108 износи 9,9 а фотографска магнитуда 10,6. Налази се на удаљености од 14,600 милиона парсека од Сунца. М108 је још познат и под ознакама NGC 3556, UGC 6225, MCG 9-18-98, IRAS 11085+5556, CGCG 267-48, CGCG 268-1, KARA 469, PGC 34030.